# Metazygia cazeaca
Metazygia cazeaca är en spindelart som beskrevs av Levi 1995. Metazygia cazeaca ingår i släktet Metazygia och familjen hjulspindlar. Inga underarter finns listade i Catalogue of Life.